# Caroline Harvey (Badminton)
Caroline Harvey (* 9. September 1988) ist eine walisische Badmintonspielerin. 

## Karriere
Caroline Harvey startete 2010 bei den Commonwealth Games. 2008 wurde sie erstmals nationale Meisterin in Wales. Weitere Titelgewinne folgten 2009 und 2010. Bei den Slovenia International 2009 belegte sie Rang drei.